# Armand de Béthune
Pour les articles homonymes, voir Famille de Béthune.
Armand de Béthune, né le 7 août 1635 à Dolainville et mort le 10 décembre 1703, est un homme d'Église français du XVIIe siècle et du début du XVIIIe siècle. Il est évêque de Saint-Flour (1661) puis évêque du Puy (1664). 

## Biographie
Fils d'Hippolyte de Béthune (1603-1665), comte de Celles dans le Berry puis de Béthune et d'Anne-Marie de Beauvilliers, il descend d'une branche cadette de la Maison de Béthune, une puissante famille de la noblesse française et européenne. Son père est le neveu de Sully qui se distingue au service d'Henri IV. Son frère Hippolyte est évêque de Verdun. Un autre de ses frères, François-Annibal se distingue dans la Marine royale et parvient au grade de chef d'escadre. 
Béthune est abbé commendataire de Notre-Dame de la Vernusse (ou Vernuce), au diocèse de Bourges. Député de l'Assemblée du clergé de France en 1660, il est nommé évêque du Puy-en-Velay  en 1661, en concurrence avec  Jacques de Montrouge l'évêque de Saint-Flour ce dernier souhaitant conserver son diocèse de Saint-Flour, Armand de Béthune obtient finalement le diocèse du Puy mais il n'est confirmé tardivement que le 22 avril 1665, et consacré en juillet par son cousin Henri de Béthune, archevêque de Bordeaux. Béthune rebâtit l'église de Saint-Maurice et élève à côté une maison de refuge et meurt à Monistrol le 10 décembre 1703.